# De Drie Bezemstelen
De Drie Bezemstelen (Engels: The Three Broomsticks) is een herberg die voorkomt in de Harry Potterboekenreeks van de Britse schrijfster J.K. Rowling.
De herberg ligt in Zweinsveld, een dorp vlak bij de toverschool Zweinstein en het enige dorp waar geen Dreuzels wonen of komen.
De bazin is Madame Rosmerta en het is een goede plek om boterbier te drinken, maar ze hebben ook Violierwater en nog meer bijzondere drankjes.
Het café bestaat uit tafels met stoelen en een bar, waarachter een grote spiegel hangt.

## Afbeeldingen

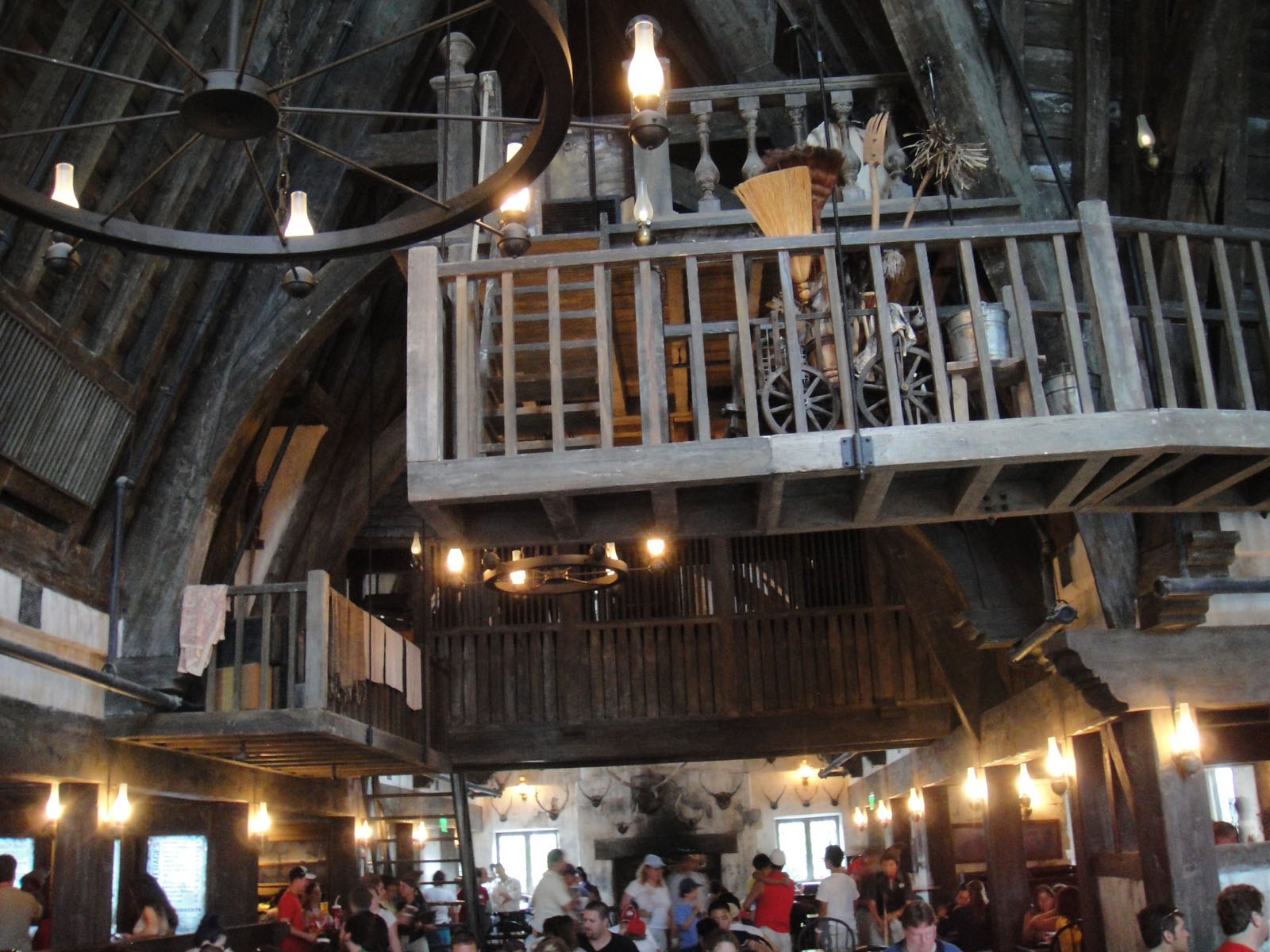
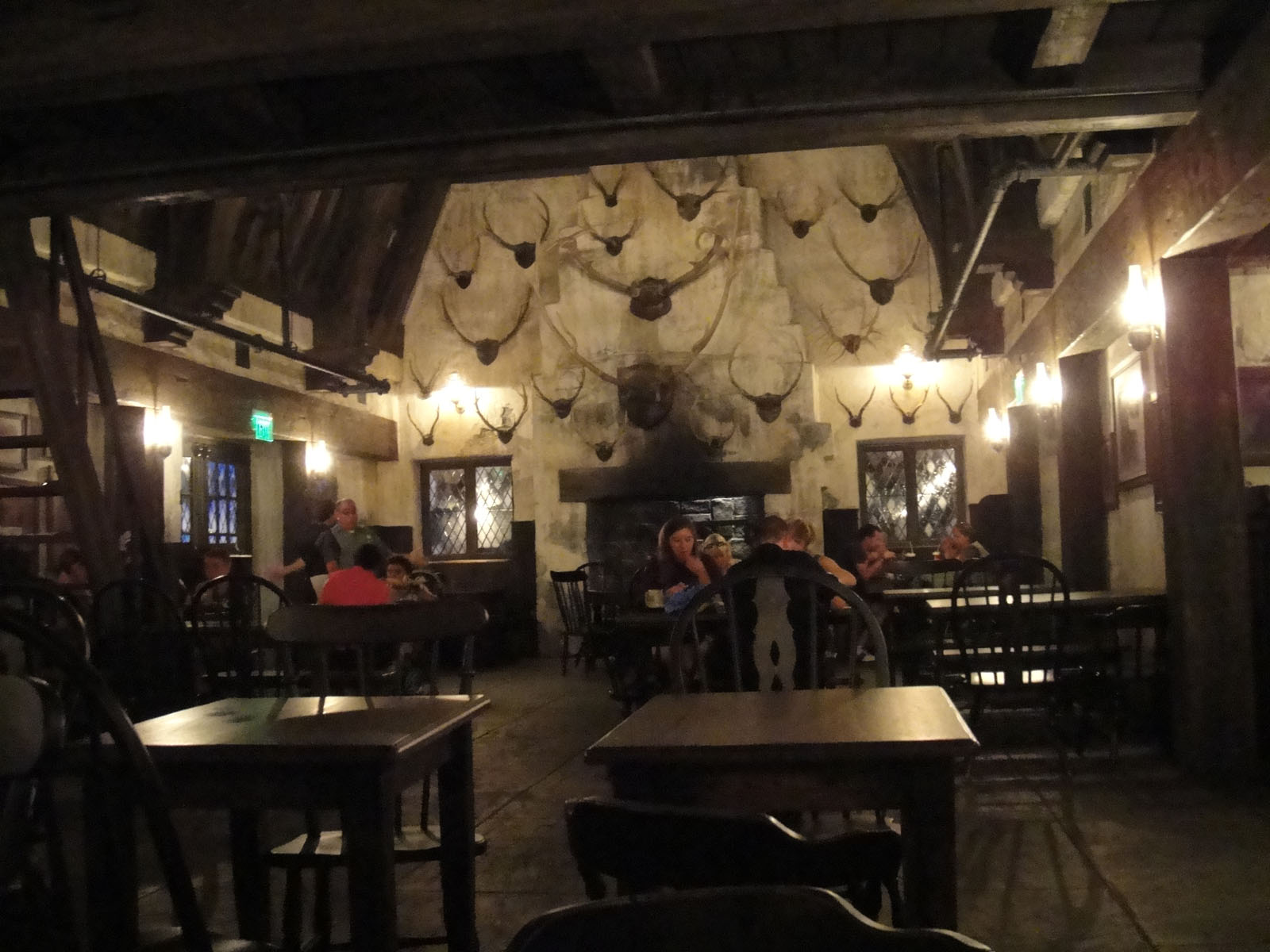

Interieur